# Bertold
Bertold ist ein männlicher Vorname.

## Herkunft und Bedeutung
Bertold ist eine Form von Berthold.

## Bekannte Namensträger
- Bertold, im dritten Viertel des 9. Jahrhunderts wirkender Liudgeride
- Bertold von Loccum († 24. Juli 1198), Bischof von Livland
- Bertold von Neifen († 1224), Bischof von Brixen
- Bertold Hummel (1925–2002), deutscher Komponist neuer Musik
- Bertold Klappert (* 1939), deutscher evangelischer Theologe
- Bertold Lasker (1860–1928), deutscher Schachmeister, Arzt und Schriftsteller
- Bertold Spuler (1911–1990), deutscher Orientalist, Professor für Islamkunde